# 구리전통시장
구리전통시장은 경기도 구리시 검배로 6번길 31에 있는 전통시장이다.
구리와 남양주 일대의 유일한 전통시장이며, 문화 관광과 쇼핑이 모두 가능하도록 하는 문화관광형 시장 사업에도 선정되었다.
2024년에는 이용객의 편의를 위해 제2공영주차장을 개방하였다.